# Hypsugo bodenheimeri
Hypsugo bodenheimeri és una espècie de ratpenat que viu a Egipte, Israel, Oman, Aràbia Saudita i el Iemen.
Alguns autors el consideren la mateixa espècie que Hypsugo ariel.
És un ratpenat menut amb els pèls llargs i densos de dos colors: gris pissarra a la base i molt clars a la punta. Les orelles i l'uropatagi són clars però el plagiopatagi és fosc.